# Volker Michael Strocka

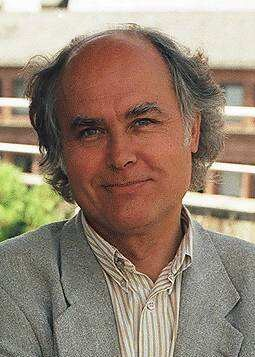
Volker Michael Strocka (1996)

Volker Michael Strocka (* 26. Februar 1940 in Frankfurt am Main; † 14. August 2024 in Freiburg im Breisgau) war ein deutscher Klassischer Archäologe und Hochschullehrer.

## Leben und Wirken
Der Sohn eines Mediziners besuchte von 1946 bis 1950 die Volksschule in Frankfurt am Main und von 1950 bis 1959 das Altsprachliche Lessing-Gymnasium Frankfurt am Main. Er studierte von 1959 bis 1965 Klassische Archäologie, Kunstgeschichte, Alte Geschichte und Philosophie an den Universitäten München, Basel, Paris und Freiburg. Dort wurde er 1965 bei Walter-Herwig Schuchhardt promoviert. Von 1965 bis 1974 war er wissenschaftlicher Assistent bei Bernard Andreae an der Ruhr-Universität Bochum, unterbrochen 1968/69 durch das Reisestipendium des Deutschen Archäologischen Instituts. Im Jahr 1973 wurde er in Bochum mit einer Arbeit zum Thema Die Wandmalerei der Hanghäuser in Ephesos habilitiert. Im Jahr 1975 erhielt er eine Dozentenstelle an der Universität Göttingen. Von 1975 bis 1981 war Strocka als Erster Direktor am Deutschen Archäologischen Institut in Berlin tätig. In seine Amtszeit fielen die Eröffnung des Lepsius-Kollegs 1977, die 150-Jahr-Feier des Instituts mit der Ausstellung „Berlin und die Antike“ 1979 und die Einrichtung eines Fotoarchivs an der Berliner Zentrale. Im Jahr 1977 wurde er ordentliches Mitglied des Deutschen Archäologischen Instituts. Von 1981 bis zu seiner Emeritierung 2005 lehrte er als ordentlicher Professor für Klassische Archäologie an der Universität Freiburg. 
Seit 1967 nahm er regelmäßig an den österreichischen Forschungen in Ephesos teil und war hier für die Bearbeitung der Malereien der Hanghäuser sowie für den Wiederaufbau der Celsus-Bibliothek verantwortlich. In seiner Berliner Zeit begann er das Forschungsprojekt Häuser in Pompeji, die Dokumentation ausgewählter Häuser und ihrer Malereien in Pompeji, das er in Freiburg fortsetzte. Von 1996 bis 2000 leitete er Ausgrabungen in Thugga, 2002 bis 2008 in Nysa. Seine Forschungsschwerpunkte waren die griechische und römische Architektur, Bauornamentik, Plastik und Malerei. Von 1986 bis 1988 war Strocka Vorsitzender des Deutschen Archäologen-Verbandes, von 2003 bis 2005 war er erster Vorsitzender und von 2005 bis 2009 zweiter Vorsitzender der Mommsen-Gesellschaft. Sein letzter Aufsatz Das Schicksal der Psyche nach zwei hellenistischen Mosaikemblemen in Pompeji erschien im Archäologischen Anzeiger.
Strocka war seit 1974 verheiratet und hatte drei Kinder.

## Schriften (Auswahl)
Monographien
- Piräusreliefs und Parthenosschild. Versuch einer Wiederherstellung der Amazonomachie des Phidias. Wasmuth in Kommission, Berlin 1967 (= Dissertation, Freiburg im Breisgau).
- Die Wandmalerei der Hanghäuser in Ephesos (= Forschungen in Ephesos. Bd. 8, 1). 2 Teilbände, Verlag der Österreichischen Akademie der Wissenschaften, Wien 1977 (Digitalisat: Textband; Tafelband).
- Das Markttor von Milet (= Winckelmanns-Programm der Archäologischen Gesellschaft zu Berlin. Bd. 128). De Gruyter, Berlin 1981, ISBN 3-11-008747-2.
- Casa del Principe di Napoli (VI 15, 7.8) (= Häuser in Pompeji. Bd. 1). Wasmuth, Tübingen 1984, ISBN 3-8030-1032-2.
- Casa del Labirinto (VI 11, 8–10) (= Häuser in Pompeji. Bd. 4). Hirmer, München 1991, ISBN 3-7774-5130-4.
- Römische Fresken in der Antikensammlung des Württembergischen Landesmuseums (= Führer und Bestandskataloge. Bd. 1). Württembergisches Landesmuseum, Stuttgart 1991, ISBN 3-8062-1010-1.
- Die Gefangenenfassade an der Agora von Korinth. Ihr Ort in der römischen Kunstgeschichte (= Eikoniká. Bd. 2). Schnell & Steiner, Regensburg 2010. ISBN 978-3-7954-2403-9.
- mit Simon Hoffmann und Gerhard Hiesel: Die Bibliothek von Nysa am Mäander (= Forschungen in Nysa am Mäander. Bd. 2). Zabern, Darmstadt 2012. ISBN 978-3-8053-4588-0.
- Dokimenische Säulensarkophage. Datierung und Deutung (= Asia Minor Studien. Bd. 82). Habelt, Bonn 2017, ISBN 978-3-7749-4071-0.
- Pygmäen in Ägypten? Die Widerlegung eines alten Irrtums. Bevölkerte Nillandschaften in der antiken Kunst (Zaberns Bildbände zur Archäologie). Wissenschaftliche Buchgesellschaft, Darmstadt 2021, ISBN 978-3-8053-5286-4.

Herausgeberschaften
- mit Herwig Maehler: Das ptolemäische Ägypten. Akten des internationalen Symposions 27.–29. September 1976 in Berlin. Zabern, Mainz 1978, ISBN 3-8053-0362-9.
- mit Dietrich Papenfuß: Palast und Hütte. Internationale Zusammenarbeit auf dem Gebiet der Archäologie sowie der Vor- und Frühgeschichte (Symposium der Alexander von Humboldt-Stiftung) 1979. Zabern, Mainz 1982, ISBN 3-8053-0492-7.
- Die Regierungszeit des Kaisers Claudius (41–54 n.Chr.) – Umbruch oder Episode? Internationales interdisziplinäres Symposion aus Anlaß des hundertjährigen Jubiläums des Archäologischen Instituts der Universität Freiburg i. Br. 16.–18.2.1991. Zabern, Mainz 1994, ISBN 3-8053-1503-1.
- Kunstraub. Ein Siegerrecht? Historische Fälle und juristische Einwände. Willmuth Arenhövel, Berlin 1999, ISBN 3-922912-48-6.